# 江西省高铁经济带城市群轨道交通体系
江西省高铁经济带城市群轨道交通体系为中华人民共和国江西省人民政府印发的江西省高铁经济带发展规划（2019-2025年）所提的涵盖城际、市域铁路、城市新型轨道交通等多层次、多模式的城市群轨道交通体系。主要包括赣州、九江城市轨道交通、上饶旅游轻轨，昌九、常岳昌、长赣、昌福、昌赣、赣深、昌景黄等铁路建设，大城市市域(郊)铁路建设,利用既有及新建铁路线路形成区域市域铁路骨架等。此外，该规划提及加快南昌市城市轨道交通建设，推动与其他交通方式和对外交通枢纽的有机衔接，以及支撑大南昌都市圈高质量跨越式发展，该规划还支持积极研究区域中心城市新型轨道交通。

## 历史
2019年10月，《江西省高铁经济带发展规划（2019-2025年）》正式印发，提出建立多层次、多模式的城市群轨道交通体系。
2020年6月，上饶旅游轨道交通线就项目投资等事宜召开座谈会；9月，南昌市域综合交通规划(2019-2035年)公式，提出新建至安义、丰城、高安三条市域铁路以及预留形成以南昌为中心的“五射”城际/市域(郊)铁路网，以及高效利用既有铁路增加城际和市域功能等。
2021年10月，抚州市人民政府发布了《大南昌都市圈市域（郊）铁路线网及建设规划环评公众意见征询 》铁路建设规划线路方案示意图。11月，九江市发展改革委积极推进福川云滴示范线，该线为中国第一条云滴示范线,该项目可以满足庐山轨道交通的需要。
2021年2月，赣州兴国磁悬浮项目（江西兴国永磁磁浮技术工程示范线）签约，这为一种新型轨道交通，该磁悬浮已开工建设。同年12月，将用于江西兴国永磁磁浮技术工程示范线的磁浮空轨列车“兴国号”在武汉下线。12月10日，南昌、赣州、瑞金等地城际铁路开行铁路e卡通。2022年1月10日，昌九城际铁路、昌福铁路开通铁路e卡通扫码乘车应用。2022年6月，兴国磁浮开始调试。